# 1825 ve fotografii

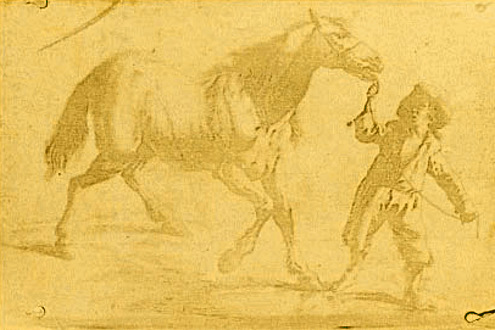
Nejstarší dochovaná fotografie na světě s motivem mladého chlapce, který vede koně do stájí z roku 1825, autor: Nicéphore Niépce

Tento článek obsahuje významné fotografické události v roce 1825.

## Události
- Nicéphore Niépce pořídil nejstarší dochovanou fotografii na světě s motivem mladého chlapce, který vede koně do stájí.[1]

## Narození v roce 1825
- 4. února – Celestino Degoix, italský fotograf († po roce 1885)
- 10. února – James Wallace Black, americký fotograf († 5. ledna 1896)
- 5. března – Joseph Albert, německý fotograf a vynálezce († 5. května 1886)
- 20. dubna – Antonín Řehula, český malíř a fotograf († 10. června 1864)
- 23. dubna – Georges Penabert, francouzský fotograf působící v Paříži, New Yorku, Filadelfii, Madridu a na Kubě († 27. prosince 1903)
- 25. dubna – Antoinette Bugette, francouzská fotografka († 3. října 1902)
- 4. května – Augustus Le Plongeon, britský fotograf, archeolog, antikvariář, cestovatel a spisovatel († 13. prosince 1908)
- 4. května – Auguste Reymond, švýcarský fotograf († 22. července 1913)
- 10. května – Heinrich Tønnies, dánský fotograf († 11. prosince 1903)
- 17. května – Louis Charles Raoul Vernay, hrabě z Vernay, francouzský fotograf, dvorní fotograf španělské královské rodiny, autor prvních dochovaných fotografií býčího zápasu ve Španělsku († 25. února 1871)
- 21. května – Jan Umlauf, český akademický malíř a fotograf († 9. ledna 1916)
- 11. června – Jan Maloch, český malíř, fotograf a entomolog († 15. ledna 1911)
- 20. června – Jules Beck, švýcarský fotograf vysokohorských oblastí († 16. ledna 1904)
- 2. července – Gabriel Loppé, francouzský malíř, fotograf a horolezec († 19. května 1913)
- 31. července – Luis Léon Masson, francouzský fotograf († 4. dubna 1882)
- 25. srpna nebo 26. srpna – Adrien Tournachon, francouzský fotograf († 24. ledna 1903)
- 27. srpna – Émile Reutlinger, francouzský fotograf († 9. srpna 1907)
- 2. prosince  – Jules de Laurière, francouzský archeolog a fotograf († 3. října 1894)
- 7. prosince – Hippolyte Jouvin, francouzský fotograf a vydavatel stereoskopických fotografií, průkopník v oblasti hlubotisku a jeden z prvních, kteří použili mokrý kolodiový proces († 3. srpna 1889)
- ? – Kameja Tokudžiró, japonský fotograf († 1884)
- ? – Francis Seth Frost, americký malíř a fotograf († 1902)
- ? – Antonio Beato, italský fotograf († 1905)
- ? – Edmund David Lyon, britský fotograf a sloužil v britské armádě. Fotografoval na více než 100 archeologických nalezištích v Indii († 1891)